# Magnetisk levitation

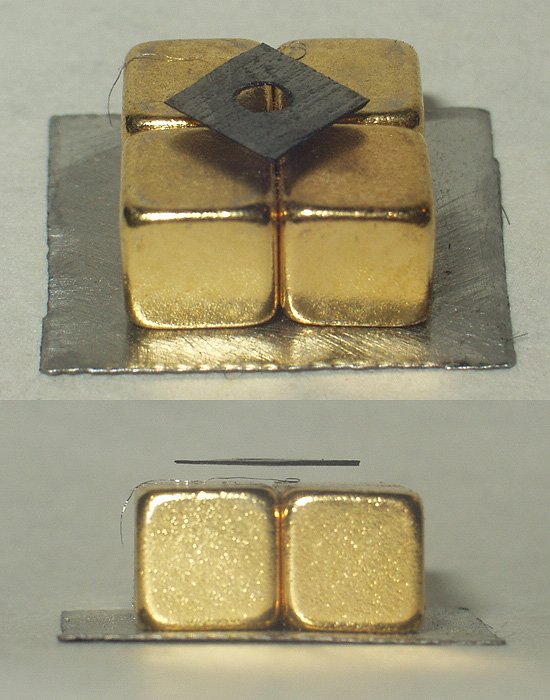
Leviterande skiva av pyrolytisk grafit.

Magnetisk levitation (maglev) är en metod, med vilken ett objekt hålls suspenderat utan annat stöd än magnetfält. Magnetiskt tryck utnyttjas för att motverka de gravitationella effekterna och andra accelerationer.
Earnshaws teorem visar att med enbart ferromagnetiska eller paramagnetiska material är det omöjligt att levitera stabilt mot gravitation. Med användning av servomekanismer, diamagnetiska material, supraledning eller system som inbegriper virvelströmmar kan dock detta åstadkommas.

## Tillämpningar

### Transporter
Metoden har tillämpningar exempelvis för att lyfta, styra och driva fordon, oftast tåg och för magnetiska lager. Vinsten är att bromsande friktion minimeras så att fordonet drar mindre energi och får lägre slitage än traditionella fordon på hjul.
För tåg har metoden potential att vara snabbare, tystare och mjukare än rälsbundna system. Energin som krävs för att lyfta tågen är vanligtvis en mindre procent av totala energitillförseln, eftersom mest energi används för att överkomma luftmotståndet, precis som vid konventionella höghastighetståg. Då magnettåg tenderar att ha färre mekaniska delar, brukar även luftmotståndet vara lägre.

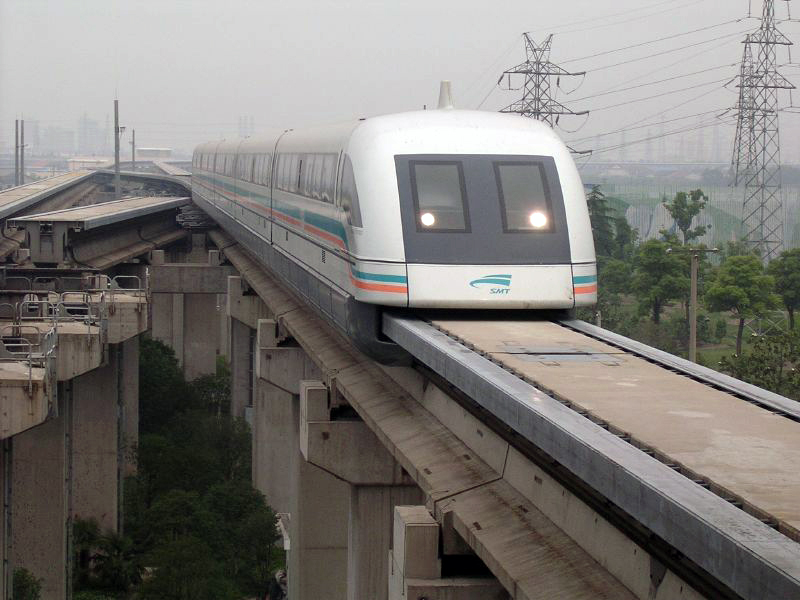
Maglevtåget i Shanghai.

Den kanske mest kända tillämpningen av höghastighets Maglev-teknik, som opererar i kommersiell trafik är en demonstrationslinje med det tyskbyggda Transrapid-tåget i Shanghai, Kina, som transporterar personer 30 km till flygplatsen på bara 7 minuter 20 sekunder, med en toppfart på 431 km/h, och med en genomsnittshastighet på 250 km/h. Under ett test den 12 november 2003 uppnådde maglevtåget i Shanghai en hastighet på 501 km/h, vilket är världsrekordet för omodifierade tåg. 

### Diamagnetisk levitation

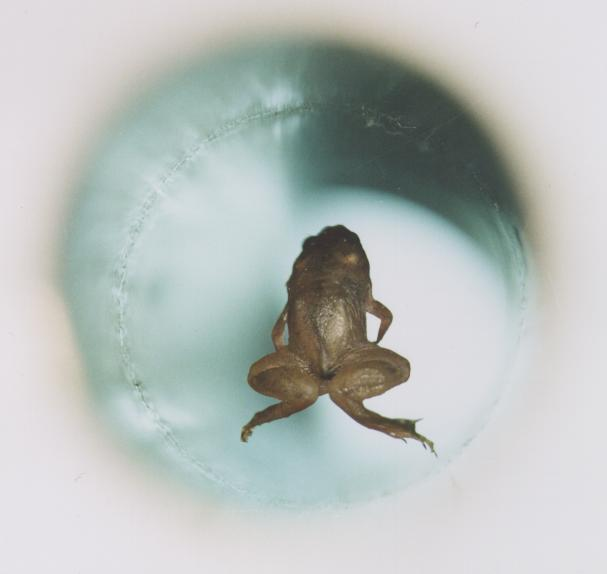
En levande groda leviterar inuti ett 32 mm diameter vertikalt hål av en Bitterelektromagnet i ett magnetfält om cirka 16 Tesla vid Radboud Universitets High Field Magnet Laboratory i Nijmegen, Nederländerna. Fotot togs av Andre Geim, som senare fick såväl Ignobelpriset för detta arbete som Nobelpriset för grafen. Direkt länk till video.

En diamagnetisk substans repellerar ett magnetfält. Alla material har diamagnetiska egenskaper, men effekten är mycket svag. Den överflyglas vanligen av objektets paramagnetiska eller ferromagnetiska egenskaper, vilka verkar på motsatt sätt.  Alla material i vilka den diamagnetiska komponenten dominerar kommer att repelleras av en magnet.
Earnshaws teorem gäller inte för diamagneter. Dessa uppträder på motsatt sätt än normala magneter till följd av att deras relativa permeabilitet μr < 1 (det vill säga negativ magnetisk susceptibilitet).
Diamagnetisk levitation kan användas för att levitera mycket lätta stycken av pyrolytisk grafit eller vismut ovanför en ganska stark permanentmagnet. Eftersom vatten huvudsakligen är diamagnetiskt, har denna teknik använts för att levitera vattendroppar och även levande djur, såsom en gräshoppa, en groda och en mus. De magnetfält som krävs för detta är mycket höga, runt 16 Tesla och skapar därför problem, om det finns ferromagnetiska material i närheten.
Minimumkriteriet för diamagnetisk levitation är {\displaystyle B{\frac {dB}{dz}}=\mu _{0}\,\rho \,{\frac {g}{\chi }}}, där:
- {\displaystyle \chi } är magnetisk susceptibilitet
- {\displaystyle \rho } är materialets densitet
- {\displaystyle g} är gravitationskonstantens lokala värde (−9.8 m/s2 på jorden)
- {\displaystyle \mu _{0}} är rymdens permeabilitet
- {\displaystyle B} är magnetfältets styrka
- {\displaystyle {\frac {dB}{dz}}} är magnetfältets förändring längs vertikalaxeln.

Under antagande om ideala förhållanden längs solenoid magnetens z-riktning:

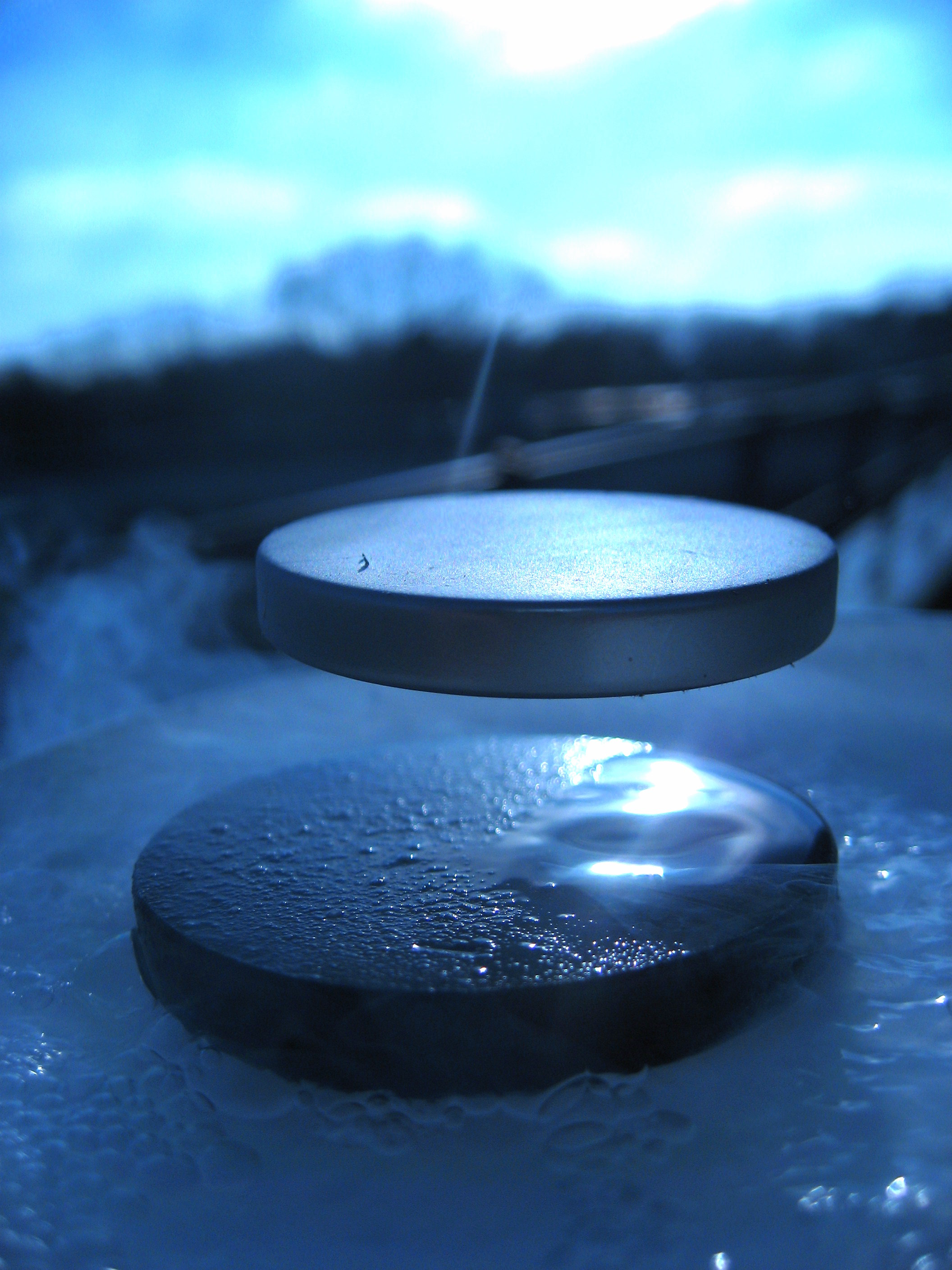
En supraledande leviterande permanentmagnet

- Vatten leviterar vid {\displaystyle B{\frac {dB}{dz}}\approx 1400\ \mathrm {T^{2}/m} }
- Grafit leviterar vid {\displaystyle B{\frac {dB}{dz}}\approx 375\ \mathrm {T^{2}/m} .}

### Diamagnetisk stabilisering
En permanentmagnet kan hållas stabilt svävande av olika konfigurationer starka permanentmagneter och starka diamagneter. När supraledande magneter används, kan en permanentmagnets levitation till och med stabiliseras med den obetydliga diamagnetismen hos vattnet i mänskliga fingrar.

## Historik
- 1839 Earnshaws teorem visade att elektrostatisk levitation var omöjlig. Andras senare teorem utsträcktes till magnetostatisk levitation
- 1912 Emile Bachelet fick ett patent i mars 1912 för his “levitating transmitting apparatus” (patent nr. 1,020,942) för ett elektromagnetiskt suspensionssystem
- 1933 Superdiamagnetism Walter Meissner och Robert Ochsenfeld, (Meissnereffekten)
- 1934 Hermann Kemper; “Monorail vehicle with no wheels attached.” Reich Patent nummer 643316
- 1939 Braunbeck’s utvidgning visade att magnetisk levitation är möjlig med diamagnetiska material
- 1939 Bedford, Peer och Tonks; aluminiumplatta placerad på två koncentriska cylindrical spolar visar 6-axlig stabil levitation.[3]
- 1961 James R. Powell och BNL kollegan Gordon Danby; elektrodynamisk levitation med supraledande magneter
- 1970s Roy M. Harrigan; Spinnstabiliserad magnetisk levitation
- 1974 Magnetisk ström Eric Laithwaite och andra
- 1979 Transrapid tåg körde med passagerare
- 1984 Låghastighets maglevtågpendel i Birmingham, Eric Laithwaite med flera
- 1997 Diamagnetiskt leviterad levande groda Andre Geim[1]
- 1999 Inductrack permanentmagnet elektrodynamisk levitation (General Atomics)
- 2005 Homopolärt elektrodynamiskt lager[4]